# دين هيوز
دين هيوز (بالإنجليزية: Dean Hughes)‏ (4 أغسطس 1943)؛ كاتب، كاتب للأطفال وروائي أمريكي.